# Lewis Ludlam
Lewis Wesley Ludlam (Ipswich, 8 ottobre 1995) è un rugbista internazionale per l'Inghilterra, terza linea ala del Northampton.

## Biografia
Nato a Ipswich in una famiglia mista guiano-palestinese appassionata di calcio e pugilato, si avvicinò al rugby dopo avere visto in televisione l'Inghilterra vincere la Coppa del Mondo 2003 in Australia.
Si presentò a 13 anni alle giovanili del Northampton, ma fu rinviato a un successivo esame per via di un fisico ritenuto non adatto; dopo due anni di pratica, sostenne un altro test presso lo stesso club e fu ammesso.
A livello giovanile fu nell'U-18 inglese e, con la U-20, giunse secondo al mondiale giovanile di categoria che si tenne in Italia nel 2015.
Contemporaneamente il suo club d'appartenenza, il Northampton, fin da quando era divenuto seniores lo aveva dato in prestito a varie squadre del centro-nord d'Inghilterra, tra cui Moseley, a Birmingham, e Rotherham, nello Yorkshire.
Rientrato in pianta stabile a Northampton, debuttò a Twickenham nei warm up della Coppa del Mondo 2019 contro il Galles e fu tra i convocati alla competizione mondiale in Giappone, nella quale debuttò contro Tonga a Sapporo al suo terzo cap internazionale; nella partita successiva contro gli Stati Uniti realizzò pure la sua prima meta in maglia bianca.
Sotto la gestione Jones trovò scarso impiego in nazionale, ma il nuovo CT Steve Borthwick lo ha schierato in ogni incontro del Sei Nazioni 2023 e lo ha inserito nei preconvocati alla successiva Coppa del Mondo in Francia.